# Абрамовка (Ульяновська область)
Абрамовка (рос. Абрамовка) — село в Майнському районі Ульяновської області Російської Федерації.
Населення становить 527 осіб. Входить до складу муніципального утворення Майнське міське поселення.

## Історія
Від 2004 року входить до складу муніципального утворення Майнське міське поселення.

## Населення
| 2010 |
| ---- |
| 527  |